# Município Chongoroi
Município Chongoroi är en kommun i Angola.   Den ligger i provinsen Benguela, i den västra delen av landet, 500 km söder om huvudstaden Luanda.
Omgivningarna runt Município Chongoroi är huvudsakligen savann. Runt Município Chongoroi är det ganska glesbefolkat, med 24 invånare per kvadratkilometer.